# Luan Starova
Luan Arif Starova (mazedonisch Луан Ариф Старова; * 14. August 1941 in Pogradec; † 24. Februar 2022) war ein jugoslawischer beziehungsweise mazedonischer Schriftsteller und Diplomat.

## Leben
Luan Starova wurde 1941 in Pogradec in Albanien am Ohridsee geboren. Er absolvierte ein Studium der Philologie an der Universität Skopje und verteidigte den Doktortitel in französischer Literatur an der Universität Zagreb. Danach wurde er Dozent für französische Philologie an der Universität Skopje. Nach der Unabhängigkeit Mazedoniens 1991 wurde er 1994 der erste Botschafter des Landes in Paris. 1996 wurde er der mazedonische Botschafter in Madrid. Er war auch Botschafter in Portugal und ständiger Vertreter Mazedoniens bei der UNESCO.
Er war Autor von mehreren wissenschaftlichen und belletristischen Werken in mazedonischer und albanischer Sprache. In die deutsche Sprache wurden bisher drei Werke übersetzt.
Er war ab 2016 gewähltes Mitglied der Leibniz-Sozietät der Wissenschaften zu Berlin.

## Werke (Auswahl)
- Луѓе и мостови (1971)
- Kutijtë e pranvëres (1971)
- Barikadat e kohës (1976)
- Доближувања (1977)
- Релации (1982)
- Кинеска пролет (1984)
- Пријатели (1986)
- Континуитети (1988)
- Митска птица (1991)
- Песни од Картагина (1991)
- Мостот на љубовта (1992)
- Татковите книги (1993), Das Buch des Vaters, Wieser Verlag, ISBN 978-3-85129-772-0
- Време на козите (1993), Zeit der Ziegen, Unionsverlag, ISBN 978-3-293-00268-5
- Балкански клуч (1995)
- Француски книжевни студии - 20 век (1995)
- Атеистички музеј (1997)
- Пресадена земја (1998)
- Патот на јагулите (2000)
- книга за една мајка (2005), Das Buch für eine Mutter, Wieser Verlag, ISBN 978-3-85129-869-7